# 弘一佛堂
弘一佛堂，又称“佛教慈善功德会”，是位于中国河北省石家庄市新华区小安舍村的一座汉传佛教寺院。

## 简介
1995年10月，弘一佛堂筹建，1996年8月29日正式建立。创建者为常辉法师。弘一佛堂的宗旨是：“宏扬弘一之精神与道德风范，依大师言教身教为吾辈後学修行之圭臬。”引导信众学习律宗高僧弘一法师的佛学著作。
弘一佛堂的创建者常辉法师将该佛堂作为弘一大师道场。弘一佛堂除平常诵读律宗经典、弘一大师诗词外，佛教节日僧众打七做课。该佛堂成立后，积极开展慈善活动，曾为张北地震灾区及中国南方水灾灾区捐款捐物，资助失学儿童，救济孤寡老人。1998年9月，弘一佛堂开办“弘德诊所”，义务诊疗。